# ایستگاه کیلس داله
ایستگاه کیلس داله (انگلیسی: Keelesdale station) یک ایستگاه قطار سبک شهری در حال ساخت در خط ۵ اگلینتون، بخشی از سیستم متروی تورنتو است.